# Au cœur de la forêt
Au Cœur de la forêt (Out of the Woods) est un téléfilm américain réalisé par Stephen Bridgewater, et diffusé le 2 avril 2005 sur Hallmark Channel.

## Fiche technique
- Titre original : Out of the Woods
- Réalisation : Stephen Bridgewater
- Scénario : Jeffrey Alan Schechter (en)
- Pays : États-Unis
- Durée : 87 minutes

## Distribution
- Edward Asner (VF : William Sabatier) : Jack Green
- Jason London : Matt Fleming
- Missy Crider : Gwen Blitzer
- Don Williams : Mr. Fleming
- Mel Harris : Beth Fleming
- Meredith Salenger : Linda
- Sean Squire : Charles
- Sandra Prosper (en) : Vickie
- Garrett Palmer : Noah Blitzer
- Charlie Holliday : Luke

Sources et légende : Version française selon le carton de doublage français.

## Accueil
Ce téléfilm a été vu par environ 3,4 millions de téléspectateurs lors de sa première diffusion.